# Světový pohár ve sportovním lezení 2017
Světový pohár ve sportovním lezení 2017 se uskutečnil v 10 zemích, v lezení na obtížnost a rychlost proběhlo 8 závodů, v boulderingu šest.
Zahájen byl 7. dubna ve švýcarském Meiringenu prvním závodem světového poháru ve sportovním lezení disciplínou bouldering. Poslední závody světového poháru se uskutečnily v 18.-19. srpna v Mnichově (bouldering), 14.—15. října v čínském Sia-menu (rychlost) a 18.—19. listopadu tradičně ve slovinské Kranji (obtížnost). Celkem proběhlo 15 (23) závodů pod patronátem IFSC, z toho osm pořadatelských měst mělo zdvojené disciplíny.
Dle bodového klíče SP získalo prvních třicet závodníků body do celkového hodnocení, škrtal se nejhorší výsledek z osmi nebo sedmi závodů. V kombinaci byli vyhodnoceni závodníci, kteří se zúčastnili alespoň jednoho závodu, v tomto roce však poprvé bez ohledu na to, jestli se účastnili alespoň dvou disciplín.
V roce 2017 se v uvedených disciplínách konalo také Mistrovství Evropy, které se do výsledků světového poháru nezapočítávalo a druhý ročník Akademického mistrovství Evropy. Sportovní lezení bylo také počtvrté a naposledy na Světových hrách v polské Vratislavi, kam se také nominovali nejlepší závodníci loňských závodů SP.
V boulderingu proběhl poslední závod v Mnichově zároveň jako Mistrovství Evropy, semifinále bylo rozšířené tak, aby se jej účastnilo dvacet bouldristů z Evropy a na základě jeho výsledků bylo vyhlášeno pořadí na ME. Tuto disciplínu ovládli především Japonci, kterých skončilo v první desítce pět, v ženách tři.

## Přehledy závodů
| Kalendář závodů SP 2016 | Kalendář závodů SP 2016 | Kalendář závodů SP 2016 | Kalendář závodů SP 2016 | Kalendář závodů SP 2016 | Kalendář závodů SP 2016 | Kalendář závodů SP 2016 | Kalendář závodů SP 2016 | Kalendář závodů SP 2016 | Kalendář závodů SP 2016 |
| Datum                   | Místo                   | Země                    | Web                     | Počet závodníků         | Počet závodníků         | Počet závodníků         | Počet zemí              | Počet zemí              | Počet zemí              |
| Datum                   | Místo                   | Země                    | Web                     | obtížnost               | rychlost                | bouldering              | obtížnost               | rychlost                | bouldering              |
| ----------------------- | ----------------------- | ----------------------- | ----------------------- | ----------------------- | ----------------------- | ----------------------- | ----------------------- | ----------------------- | ----------------------- |
| 7.-8. dubna             | Meiringen               | Švýcarsko               | mountainfestival.ch     | —                       | —                       | 115+                    | —                       | —                       | X                       |
| 22.-23. dubna           | Čchung-čching           | Čína                    |                         | —                       | X                       | 77+                     | —                       | X                       | X                       |
| 29.-30. dubna           | Nanking                 | Čína                    |                         | —                       | X                       | 83+                     | —                       | X                       | X                       |
| 6.-7. května            | Hačiódži                | Japonsko                |                         | —                       | —                       | 84+                     | —                       | —                       | X                       |
| 10.-11. června          | Vail                    | USA                     |                         | —                       | —                       | X                       | —                       | —                       | X                       |
| 24.-25. června          | Nová Bombaj             | Indie                   |                         | —                       | —                       | X                       | —                       | —                       | X                       |
| 7.-8. července          | Villars                 | Švýcarsko               |                         | X                       | X                       | —                       | X                       | X                       | —                       |
| 12.-13. července        | Chamonix                | Francie                 |                         | X                       | X                       | —                       | X                       | X                       | —                       |
| 28.-29. července        | Briançon                | Francie                 |                         | X                       | —                       | —                       | X                       | —                       | —                       |
| 18.-19. srpna           | Mnichov                 | Německo                 |                         | —                       | —                       | 166+114                 | —                       | —                       | X                       |
| 25.-26. srpna           | Arco                    | Itálie                  |                         | X                       | X                       | —                       | X                       | X                       | —                       |
| 23.-24. září            | Edinburgh               | Spojené království      |                         | X                       | X                       | —                       | X                       | X                       | —                       |
| 7.-8. října             | Wu-ťiang                | Čína                    |                         | X                       | X                       | —                       | X                       | X                       | —                       |
| 14.-15. října           | Sia-men                 | Čína                    |                         | X                       | X                       | —                       | X                       | X                       | —                       |
| 18.-19. listopadu       | Kranj                   | Slovinsko               |                         | X                       | —                       | —                       | X                       | —                       | —                       |
| Celkem                  | 15                      | 10                      | IFSC                    | x                       | x                       | x                       | x                       | x                       | x                       |

### Muži
| Výsledky SP v lezení na obtížnost 2017 (8-1) | Výsledky SP v lezení na obtížnost 2017 (8-1) | Výsledky SP v lezení na obtížnost 2017 (8-1) | Výsledky SP v lezení na obtížnost 2017 (8-1) | Výsledky SP v lezení na obtížnost 2017 (8-1) | Výsledky SP v lezení na obtížnost 2017 (8-1) | Výsledky SP v lezení na obtížnost 2017 (8-1) | Výsledky SP v lezení na obtížnost 2017 (8-1) | Výsledky SP v lezení na obtížnost 2017 (8-1) | Výsledky SP v lezení na obtížnost 2017 (8-1) | Výsledky SP v lezení na obtížnost 2017 (8-1) | Výsledky SP v lezení na obtížnost 2017 (8-1) |
| Pořadí                                       | Jméno                                        | Země                                         | Body                                         | Kranj                                        | Sia-men                                      | Wu-ťiang                                     | Edinburgh                                    | Arco                                         | Briançon                                     | Chamonix                                     | Villars                                      |
| -------------------------------------------- | -------------------------------------------- | -------------------------------------------- | -------------------------------------------- | -------------------------------------------- | -------------------------------------------- | -------------------------------------------- | -------------------------------------------- | -------------------------------------------- | -------------------------------------------- | -------------------------------------------- | -------------------------------------------- |
| 1.                                           | Romain Desgranges                            | Francie                                      | 477                                          | 9. 37                                        | 22. (9)                                      | 5. 51                                        | 1. 100                                       | 10. 34                                       | 1. 100                                       | 4. 55                                        | 1. 100                                       |
| 2.                                           | Stefano Ghisolfi                             | Itálie                                       | 413                                          | 5. 51                                        | 7. 43                                        | 1. 100                                       | 2. 80                                        | 18. (16)                                     | 3. 65                                        | 7. 43                                        | 11. 31                                       |
| 3.                                           | Keiičiró Korenaga                            | Jižní Korea                                  | 373                                          | 10. (32)                                     | 1. 100                                       | 8. 40                                        | 10. 34                                       | 5. 51                                        | 10. 34                                       | 2. 80                                        | 10. 34                                       |
|                                              |                                              |                                              |                                              |                                              |                                              |                                              |                                              |                                              |                                              |                                              |                                              |
| 4.                                           | Domen Škofic                                 | Slovinsko                                    | 325                                          | 4. 55                                        | 17. 18                                       | 4. 55                                        | 4. 55                                        | 21. (10)                                     | 9. 37                                        | 13. 25                                       | 2. 80                                        |
| 5.                                           | Marcello Bombardi                            | Itálie                                       | 289                                          | 7. 43                                        | 23. (8)                                      | 17. 18                                       | 12. 28                                       | 9. 37                                        | 6. 47                                        | 1. 100                                       | 18. 16                                       |
| 6.                                           | Jakob Schubert                               | Rakousko                                     | 265                                          | 1. 100                                       | —                                            | —                                            | 3. 65                                        | 1. 100                                       | —                                            | —                                            | —                                            |
| 7.                                           | Thomas Joannes                               | Francie                                      | 221                                          | 12. 28                                       | 9. 37                                        | 16. 20                                       | 5. 51                                        | 6. 47                                        | 19. 14                                       | 27. (2)                                      | 14. 24                                       |
| 8.                                           | Hanwool Kim                                  | Jižní Korea                                  | 213                                          | 14. 24                                       | 10. 34                                       | 3. 65                                        | 13. 26                                       | 15. 22                                       | 13. 26                                       | 16. 16                                       | 29. (2)                                      |
| 9.                                           | Fedir Samoilov                               | Ukrajina                                     | 193                                          | 15. 22                                       | 5. 51                                        | 25. 6                                        | 9. 37                                        | 24. 7                                        | —                                            | 26. 5                                        | 3. 65                                        |
| 10.                                          | Francesco Vettorata                          | Itálie                                       | 182                                          | 6. 47                                        | 14. 24                                       | 14. 24                                       | —                                            | 16. 19                                       | 14. 24                                       | 9. 35                                        | 22. 9                                        |
|                                              |                                              |                                              |                                              |                                              |                                              |                                              |                                              |                                              |                                              |                                              |                                              |
| 27.-28.                                      | Adam Ondra                                   | Česko                                        | 80                                           | —                                            | —                                            | —                                            | —                                            | 2. 80                                        | —                                            | —                                            | —                                            |
| 40.                                          | Jakub Konečný                                | Česko                                        | 42                                           | 46.-50. 0                                    | —                                            | —                                            | —                                            | —                                            | 18. 16                                       | 45-46. 0                                     | 13. 26                                       |
| 0.                                           | Tomáš Binter                                 | Česko                                        | 0                                            | 43. 0                                        | —                                            | —                                            | 49. 0                                        | —                                            | 50. 0                                        | 68. 0                                        | 72.-74. 0                                    |
| 0.                                           | Jakub Dvořák                                 | Česko                                        | 0                                            | —                                            | —                                            | —                                            | 50.-51. 0                                    | —                                            | —                                            | —                                            | —                                            |
| 0.                                           | Denis Pail                                   | Česko                                        | 0                                            | 56. 0                                        | —                                            | —                                            | —                                            | —                                            | 68. 0                                        | 80. 0                                        | 75. 0                                        |
| 0.                                           | Štěpán Volf                                  | Česko                                        | 0                                            | 60.-61. 0                                    | —                                            | —                                            | —                                            | —                                            | 60. 0                                        | 64. 0                                        | 59. 0                                        |
| počet finalistů                              | počet finalistů                              | počet finalistů                              | počet finalistů                              | 8                                            | 8                                            | 8                                            | 8                                            | 8                                            | 8                                            | 8                                            | 8                                            |
| počet semifinalistů                          | počet semifinalistů                          | počet semifinalistů                          | počet semifinalistů                          | 27                                           | 26                                           | 26                                           | 26                                           | 26                                           | 26                                           | 26                                           | 26                                           |
| bodovaných závodníků                         | bodovaných závodníků                         | bodovaných závodníků                         | 71                                           | 30                                           | 30                                           | 30                                           | 30                                           | 30                                           | 30                                           | 31                                           | 30                                           |
| celkový počet závodníků                      | celkový počet závodníků                      | celkový počet závodníků                      | —                                            | 61                                           | 37                                           | 36                                           | 55                                           | 85                                           | 68                                           | 83                                           | 77                                           |

| Výsledky SP v lezení na rychlost 2017 (7-1) | Výsledky SP v lezení na rychlost 2017 (7-1) | Výsledky SP v lezení na rychlost 2017 (7-1) | Výsledky SP v lezení na rychlost 2017 (7-1) | Výsledky SP v lezení na rychlost 2017 (7-1) | Výsledky SP v lezení na rychlost 2017 (7-1) | Výsledky SP v lezení na rychlost 2017 (7-1) | Výsledky SP v lezení na rychlost 2017 (7-1) | Výsledky SP v lezení na rychlost 2017 (7-1) | Výsledky SP v lezení na rychlost 2017 (7-1) | Výsledky SP v lezení na rychlost 2017 (7-1) |
| Pořadí                                      | Jméno                                       | Země                                        | Body                                        | Sia-men                                     | Wu-ťiang                                    | Edinburgh                                   | Arco                                        | Villars                                     | Nanking                                     | Čchung-čching                               |
| ------------------------------------------- | ------------------------------------------- | ------------------------------------------- | ------------------------------------------- | ------------------------------------------- | ------------------------------------------- | ------------------------------------------- | ------------------------------------------- | ------------------------------------------- | ------------------------------------------- | ------------------------------------------- |
| 1.                                          | Vladislav Deulin                            | Rusko                                       | 470                                         | 1. 100                                      | 8. 40                                       | 8. (40)                                     | 1. 100                                      | 3. 65                                       | 3. 65                                       | 1. 100                                      |
| 2.                                          | Reza Alipourshenazandifar                   | Írán                                        | 351                                         | 12.                                         | —                                           | —                                           | 2. 80                                       | 1. 100                                      | 1. 100                                      | 7. 43                                       |
| 3.                                          | Ludovico Fossali                            | Itálie                                      | 346                                         | 4. 55                                       | 9. 37                                       | 1. 100                                      | 3. 65                                       | 4. 55                                       | 10. 34                                      | 16. (20)                                    |
|                                             |                                             |                                             |                                             |                                             |                                             |                                             |                                             |                                             |                                             |                                             |
| 4.                                          | Alexandr Šikov                              | Rusko                                       | 338                                         | 14. (24)                                    | 1. 100                                      | 4. 55                                       | 13. 26                                      | 13. 26                                      | 2. 80                                       | 5. 51                                       |
| 5.                                          | Stanislav Kokorin                           | Rusko                                       | 331                                         | 15. (22)                                    | 12. 28                                      | 2. 80                                       | 9. 37                                       | 2. 80                                       | 13. 26                                      | 2. 80                                       |
| 6.                                          | Leonardo Gontero                            | Itálie                                      | 284                                         | 11. 31                                      | 13. (26)                                    | 3. 65                                       | 6. 47                                       | 7. 43                                       | 5. 51                                       | 6. 47                                       |
| 7.                                          | Čung Čchi-sin                               | Čína                                        | 196                                         | 6. 47                                       | 6. 47                                       | —                                           | 15. 22                                      | —                                           | 7. 43                                       | 9. 37                                       |
| 8.                                          | Guillaume Moro                              | Francie                                     | 181                                         | 7. 43                                       | 18. 16                                      | 5. 51                                       | 10. 34                                      | 9. 37                                       | —                                           | —                                           |
| 9.                                          | Danijil Boldyrev                            | Ukrajina                                    | 167                                         | —                                           | —                                           | —                                           | 4. 55                                       | —                                           | 6. 47                                       | 3. 65                                       |
| 10.                                         | Marcin Dzieński                             | Polsko                                      | 164                                         | 21. (10)                                    | 11. 31                                      | 15. 22                                      | 14. 24                                      | 5. 51                                       | 16. 20                                      | 18. 16                                      |
|                                             |                                             |                                             |                                             |                                             |                                             |                                             |                                             |                                             |                                             |                                             |
| 14.-15.                                     | Libor Hroza                                 | Česko                                       | 144                                         | —                                           | —                                           | —                                           | 8. 40                                       | 14. 24                                      | 8. 40                                       | 8. 40                                       |
| 27.-28.                                     | Jan Kříž                                    | Česko                                       | 47                                          | —                                           | —                                           | 9. 37                                       | 21. 10                                      | —                                           | —                                           | —                                           |
| počet finalistů                             | počet finalistů                             | počet finalistů                             | počet finalistů                             | 4/8                                         | 4/8                                         | 4/8                                         | 4/8                                         | 4/8                                         | 4/8                                         | 4/8                                         |
| počet semifinalistů                         | počet semifinalistů                         | počet semifinalistů                         | počet semifinalistů                         | 16                                          | 16                                          | 16                                          | 16                                          | 16                                          | 16                                          | 16                                          |
| bodovaných závodníků                        | bodovaných závodníků                        | bodovaných závodníků                        | 87                                          | 30                                          | 30                                          | 29                                          | 29                                          | 30                                          | 30                                          | 30                                          |
| počet závodníků                             | počet závodníků                             | počet závodníků                             | —                                           | 34                                          | 38                                          | 29                                          | 50                                          | 40                                          | 40                                          | 42                                          |

| Výsledky SP v boulderingu 2017 (7-1) | Výsledky SP v boulderingu 2017 (7-1) | Výsledky SP v boulderingu 2017 (7-1) | Výsledky SP v boulderingu 2017 (7-1) | Výsledky SP v boulderingu 2017 (7-1) | Výsledky SP v boulderingu 2017 (7-1) | Výsledky SP v boulderingu 2017 (7-1) | Výsledky SP v boulderingu 2017 (7-1) | Výsledky SP v boulderingu 2017 (7-1) | Výsledky SP v boulderingu 2017 (7-1) | Výsledky SP v boulderingu 2017 (7-1) |
| Pořadí                               | Jméno                                | Země                                 | Body                                 | Mnichov                              | Nová Bombaj                          | Vail                                 | Hačiódži                             | Nanking                              | Čchung-čching                        | Meiringen                            |
| ------------------------------------ | ------------------------------------ | ------------------------------------ | ------------------------------------ | ------------------------------------ | ------------------------------------ | ------------------------------------ | ------------------------------------ | ------------------------------------ | ------------------------------------ | ------------------------------------ |
| 1.                                   | Čon Džong-won                        | Jižní Korea                          | 453                                  | 4. 55                                | 1. 100                               | 1. 100                               | 7. 43                                | 4. 55                                | 1. 100                               | 12. (28)                             |
| 2.                                   | Tomoa Narasaki                       | Japonsko                             | 404                                  | 2. 80                                | 6. 47                                | 9. 37                                | 2. 80                                | 2. 80                                | 2. 80                                | 21. (9)                              |
| 3.                                   | Alexej Rubcov                        | Rusko                                | 399                                  | 10. 34                               | 3. 65                                | 4. 55                                | 1. 100                               | 23. (7)                              | 3. 65                                | 2. 80                                |
|                                      |                                      |                                      |                                      |                                      |                                      |                                      |                                      |                                      |                                      |                                      |
| 4.                                   | Keita Watabe                         | Japonsko                             | 372                                  | 35.-37. 0                            | 8. 40                                | 6. 47                                | 3. 65                                | 1. 100                               | 4. 55                                | 3. 65                                |
| 5.                                   | Kokoro Fudžii                        | Japonsko                             | 327                                  | 6. 47                                | 4. 55                                | 5. 51                                | 9. 37                                | 11. (29)                             | 9. 37                                | 1. 100                               |
| 6.                                   | Rei Sugimoto                         | Japonsko                             | 278                                  | —                                    | 2. 80                                | 10. 34                               | 11. 31                               | 6. 47                                | 11. 31                               | 4. 55                                |
| 7.                                   | Jan Hojer                            | Německo                              | 235                                  | 1. 100                               | 17. 18                               | 16. 20                               | 37.-38. (0)                          | 7. 43                                | 12. 28                               | 13. 26                               |
| 8.                                   | Jošijuki Ogata                       | Japonsko                             | 232                                  | 5. 51                                | 7. 43                                | 3. 65                                | 17. 18                               | 27. (3)                              | 17. 18                               | 9. 37                                |
| 9.                                   | Jernej Kruder                        | Slovinsko                            | 201                                  | 29. 1                                | 9. 37                                | 8. 40                                | 23. 7                                | 3. 65                                | 39.-40. (0)                          | 5. 51                                |
| 10.                                  | Jakob Schubert                       | Rakousko                             | 186                                  | 9. 37                                | 5. 51                                | 43.-45. 0                            | 5. 51                                | 37.-38. 0                            | 8. 40                                | 23.-24. 7                            |
|                                      |                                      |                                      |                                      |                                      |                                      |                                      |                                      |                                      |                                      |                                      |
| 37.-39.                              | Martin Stráník                       | Česko                                | 27                                   | 33.-34. 0                            | —                                    | —                                    | 49.-50. 0                            | 26. 5                                | 25.-26. 5                            | 17.-18. 17                           |
| 0.                                   | Jan Chvála                           | Česko                                | 0                                    | 96. 0                                | —                                    | —                                    | —                                    | —                                    | —                                    | 67.-68. 0                            |
| 0.                                   | Štěpán Stráník                       | Česko                                | 0                                    | 80. 0                                | —                                    | —                                    | —                                    | —                                    | —                                    | 89.-90. 0                            |
| 0.                                   | Jakub Jedlička                       | Česko                                | 0                                    | 131.-133. 0                          | —                                    | —                                    | —                                    | —                                    | —                                    | —                                    |
| 0.                                   | Jan Jeliga                           | Česko                                | 0                                    | —                                    | —                                    | —                                    | —                                    | —                                    | —                                    | 97.-98. 0                            |
| počet finalistů                      | počet finalistů                      | počet finalistů                      | počet finalistů                      | 6                                    | 6                                    | 6                                    | 6                                    | 6                                    | 6                                    | 6                                    |
| počet semifinalistů                  | počet semifinalistů                  | počet semifinalistů                  | počet semifinalistů                  | 20                                   | 20                                   | 20                                   | 20                                   | 20                                   | 20                                   | 20                                   |
| bodovaných závodníků                 | bodovaných závodníků                 | bodovaných závodníků                 | 73                                   | 30                                   | 30                                   | 30                                   | 30                                   | 29                                   | 30                                   | 30                                   |
| počet závodníků                      | počet závodníků                      | počet závodníků                      | —                                    | 166                                  |                                      |                                      | 84                                   | 83                                   | 77                                   | 115                                  |

| Výsledky SP 2017 — kombinace | Výsledky SP 2017 — kombinace | Výsledky SP 2017 — kombinace | Výsledky SP 2017 — kombinace |
| Pořadí                       | Jméno                        | Země                         | Body                         |
| ---------------------------- | ---------------------------- | ---------------------------- | ---------------------------- |
| 1.                           | Tomoa Narasaki               | Japonsko                     | 571                          |
| 2.                           | Čon Džong-won                | Jižní Korea                  | 564                          |
| 3.                           | Kokoro Fudžii                | Japonsko                     | 489                          |
| 4.                           | Romain Desgranges            | Francie                      | 477                          |
| 5.                           | Vladislav Deulin             | Rusko                        | 470                          |
| 6.                           | Jakob Schubert               | Rakousko                     | 451                          |
| 7.                           | Jan Hojer                    | Německo                      | 432                          |
| 8.                           | Alexej Rubcov                | Rusko                        | 427                          |
| 9.                           | Stefano Ghisolfi             | Itálie                       | 413                          |
| 10.                          | Keiičiró Korenaga            | Japonsko                     | 373                          |
|                              |                              |                              |                              |
| 44.-46.                      | Libor Hroza                  | Česko                        | 144                          |
| 65.-68.                      | Adam Ondra                   | Česko                        | 80                           |
| 86.-87.                      | Jan Kříž                     | Česko                        | 47                           |
| 90.-91.                      | Jakub Konečný                | Česko                        | 42                           |
| 110.-111.                    | Martin Stráník               | Česko                        | 27                           |
| 197                          | bodovaných celkem            | bodovaných celkem            | bodovaných celkem            |

### Ženy
| Výsledky SP v lezení na obtížnost 2017 (8-1) | Výsledky SP v lezení na obtížnost 2017 (8-1) | Výsledky SP v lezení na obtížnost 2017 (8-1) | Výsledky SP v lezení na obtížnost 2017 (8-1) | Výsledky SP v lezení na obtížnost 2017 (8-1) | Výsledky SP v lezení na obtížnost 2017 (8-1) | Výsledky SP v lezení na obtížnost 2017 (8-1) | Výsledky SP v lezení na obtížnost 2017 (8-1) | Výsledky SP v lezení na obtížnost 2017 (8-1) | Výsledky SP v lezení na obtížnost 2017 (8-1) | Výsledky SP v lezení na obtížnost 2017 (8-1) | Výsledky SP v lezení na obtížnost 2017 (8-1) |
| Pořadí                                       | Jméno                                        | Země                                         | Body                                         | Kranj                                        | Sia-men                                      | Wu-ťiang                                     | Edinburgh                                    | Arco                                         | Briançon                                     | Chamonix                                     | Villars                                      |
| -------------------------------------------- | -------------------------------------------- | -------------------------------------------- | -------------------------------------------- | -------------------------------------------- | -------------------------------------------- | -------------------------------------------- | -------------------------------------------- | -------------------------------------------- | -------------------------------------------- | -------------------------------------------- | -------------------------------------------- |
| 1.                                           | Janja Garnbret                               | Slovinsko                                    |                                              |                                              |                                              |                                              |                                              |                                              |                                              |                                              |                                              |
| 2.                                           | Kim Ča-in                                    | Jižní Korea                                  |                                              |                                              |                                              |                                              |                                              |                                              |                                              |                                              |                                              |
| 3.                                           | Anak Verhoeven                               | Belgie                                       |                                              |                                              |                                              |                                              |                                              |                                              |                                              |                                              |                                              |
|                                              |                                              |                                              |                                              |                                              |                                              |                                              |                                              |                                              |                                              |                                              |                                              |
| 4.                                           |                                              | neznámá vlajka                               |                                              |                                              |                                              |                                              |                                              |                                              |                                              |                                              |                                              |
| 5.                                           |                                              | neznámá vlajka                               |                                              |                                              |                                              |                                              |                                              |                                              |                                              |                                              |                                              |
| 6.                                           |                                              | neznámá vlajka                               |                                              |                                              |                                              |                                              |                                              |                                              |                                              |                                              |                                              |
| 7.                                           |                                              | neznámá vlajka                               |                                              |                                              |                                              |                                              |                                              |                                              |                                              |                                              |                                              |
| 8.                                           |                                              | neznámá vlajka                               |                                              |                                              |                                              |                                              |                                              |                                              |                                              |                                              |                                              |
| 9.                                           |                                              | neznámá vlajka                               |                                              |                                              |                                              |                                              |                                              |                                              |                                              |                                              |                                              |
| 10.                                          |                                              | neznámá vlajka                               |                                              |                                              |                                              |                                              |                                              |                                              |                                              |                                              |                                              |
|                                              |                                              |                                              |                                              |                                              |                                              |                                              |                                              |                                              |                                              |                                              |                                              |
| .                                            |                                              | Česko                                        |                                              |                                              |                                              |                                              |                                              |                                              |                                              |                                              |                                              |
| .                                            |                                              | Česko                                        |                                              |                                              |                                              |                                              |                                              |                                              |                                              |                                              |                                              |
| .                                            |                                              | Česko                                        |                                              |                                              |                                              |                                              |                                              |                                              |                                              |                                              |                                              |
| .                                            |                                              | Česko                                        |                                              |                                              |                                              |                                              |                                              |                                              |                                              |                                              |                                              |
| počet finalistek                             | počet finalistek                             | počet finalistek                             | počet finalistek                             | 8                                            | 8                                            | 8                                            | 8                                            | 8                                            | 8                                            | 8                                            | 8                                            |
| počet semifinalistek                         | počet semifinalistek                         | počet semifinalistek                         | počet semifinalistek                         | 26                                           | 26                                           | 26                                           | 26                                           | 26                                           | 26                                           | 26                                           | 26                                           |
| bodovaných závodnic                          | bodovaných závodnic                          | bodovaných závodnic                          | xx                                           | 30                                           | 30                                           | 30                                           | 30                                           | 30                                           | 30                                           | 30                                           | 30                                           |
| počet závodnic                               | počet závodnic                               | počet závodnic                               | —                                            |                                              |                                              |                                              |                                              |                                              |                                              |                                              |                                              |

| Výsledky SP v lezení na rychlost 2017 (8-1) | Výsledky SP v lezení na rychlost 2017 (8-1) | Výsledky SP v lezení na rychlost 2017 (8-1) | Výsledky SP v lezení na rychlost 2017 (8-1) | Výsledky SP v lezení na rychlost 2017 (8-1) | Výsledky SP v lezení na rychlost 2017 (8-1) | Výsledky SP v lezení na rychlost 2017 (8-1) | Výsledky SP v lezení na rychlost 2017 (8-1) | Výsledky SP v lezení na rychlost 2017 (8-1) | Výsledky SP v lezení na rychlost 2017 (8-1) | Výsledky SP v lezení na rychlost 2017 (8-1) | Výsledky SP v lezení na rychlost 2017 (8-1) |
| Pořadí                                      | Jméno                                       | Země                                        | Body                                        | Sia-men                                     | Wu-ťiang                                    | Edinburgh                                   | Arco                                        | Chamonix                                    | Villars                                     | Nanking                                     | Čchung-čching                               |
| ------------------------------------------- | ------------------------------------------- | ------------------------------------------- | ------------------------------------------- | ------------------------------------------- | ------------------------------------------- | ------------------------------------------- | ------------------------------------------- | ------------------------------------------- | ------------------------------------------- | ------------------------------------------- | ------------------------------------------- |
| 1.                                          | Anouck Jaubert                              | Francie                                     |                                             |                                             |                                             |                                             |                                             |                                             |                                             |                                             |                                             |
| 2.                                          | Julija Kaplinová                            | Rusko                                       |                                             |                                             |                                             |                                             |                                             |                                             |                                             |                                             |                                             |
| 3.                                          | Marija Krasavinová                          | Rusko                                       |                                             |                                             |                                             |                                             |                                             |                                             |                                             |                                             |                                             |
|                                             |                                             |                                             |                                             |                                             |                                             |                                             |                                             |                                             |                                             |                                             |                                             |
| 4.                                          |                                             | neznámá vlajka                              |                                             |                                             |                                             |                                             |                                             |                                             |                                             |                                             |                                             |
| 5.                                          |                                             | neznámá vlajka                              |                                             |                                             |                                             |                                             |                                             |                                             |                                             |                                             |                                             |
| 6.                                          |                                             | neznámá vlajka                              |                                             |                                             |                                             |                                             |                                             |                                             |                                             |                                             |                                             |
| 7.                                          |                                             | neznámá vlajka                              |                                             |                                             |                                             |                                             |                                             |                                             |                                             |                                             |                                             |
| 8.                                          |                                             | neznámá vlajka                              |                                             |                                             |                                             |                                             |                                             |                                             |                                             |                                             |                                             |
| 9.                                          |                                             | neznámá vlajka                              |                                             |                                             |                                             |                                             |                                             |                                             |                                             |                                             |                                             |
| 10.                                         |                                             | neznámá vlajka                              |                                             |                                             |                                             |                                             |                                             |                                             |                                             |                                             |                                             |
|                                             |                                             |                                             |                                             |                                             |                                             |                                             |                                             |                                             |                                             |                                             |                                             |
| .                                           |                                             | Česko                                       |                                             |                                             |                                             |                                             |                                             |                                             |                                             |                                             |                                             |
| .                                           |                                             | Česko                                       |                                             |                                             |                                             |                                             |                                             |                                             |                                             |                                             |                                             |
| .                                           |                                             | Česko                                       |                                             |                                             |                                             |                                             |                                             |                                             |                                             |                                             |                                             |
| .                                           |                                             | Česko                                       |                                             |                                             |                                             |                                             |                                             |                                             |                                             |                                             |                                             |
| počet finalistek                            | počet finalistek                            | počet finalistek                            | počet finalistek                            | 4/8                                         | 4/8                                         | 4/8                                         | 4/8                                         | 4/8                                         | 4/8                                         | 4/8                                         | 4/8                                         |
| počet semifinalistek                        | počet semifinalistek                        | počet semifinalistek                        | počet semifinalistek                        | 16                                          | 16                                          | 16                                          | 16                                          | 16                                          | 16                                          | 16                                          | 16                                          |
| bodovaných závodnic                         | bodovaných závodnic                         | bodovaných závodnic                         | xx                                          | 30                                          |                                             |                                             |                                             |                                             |                                             |                                             |                                             |
| počet závodnic                              | počet závodnic                              | počet závodnic                              | —                                           |                                             |                                             |                                             |                                             |                                             |                                             |                                             |                                             |

| Výsledky SP v boulderingu 2017 (7-1) | Výsledky SP v boulderingu 2017 (7-1) | Výsledky SP v boulderingu 2017 (7-1) | Výsledky SP v boulderingu 2017 (7-1) | Výsledky SP v boulderingu 2017 (7-1) | Výsledky SP v boulderingu 2017 (7-1) | Výsledky SP v boulderingu 2017 (7-1) | Výsledky SP v boulderingu 2017 (7-1) | Výsledky SP v boulderingu 2017 (7-1) | Výsledky SP v boulderingu 2017 (7-1) | Výsledky SP v boulderingu 2017 (7-1) |
| Pořadí                               | Jméno                                | Země                                 | Body                                 | Mnichov                              | Nová Bombaj                          | Vail                                 | Hačiódži                             | Nanking                              | Čchung-čching                        | Meiringen                            |
| ------------------------------------ | ------------------------------------ | ------------------------------------ | ------------------------------------ | ------------------------------------ | ------------------------------------ | ------------------------------------ | ------------------------------------ | ------------------------------------ | ------------------------------------ | ------------------------------------ |
| 1.                                   | Shauna Coxsey                        | Spojené království                   | 560                                  |                                      |                                      |                                      |                                      |                                      |                                      |                                      |
| 2.                                   | Janja Garnbret                       | Slovinsko                            | 470                                  |                                      |                                      |                                      |                                      |                                      |                                      |                                      |
| 3.                                   | Akijo Noguči                         | Japonsko                             | 381                                  |                                      |                                      |                                      |                                      |                                      |                                      |                                      |
|                                      |                                      |                                      |                                      |                                      |                                      |                                      |                                      |                                      |                                      |                                      |
| 4.                                   | Miho Nonaka                          | Japonsko                             | 377                                  |                                      |                                      |                                      |                                      |                                      |                                      |                                      |
| 5.                                   | Petra Klingler                       | Švýcarsko                            | 290                                  |                                      |                                      |                                      |                                      |                                      |                                      |                                      |
| 6.                                   | Staša Gejo                           | Srbsko                               | 234                                  |                                      |                                      |                                      |                                      |                                      |                                      |                                      |
| 7.                                   | Katja Kadič                          | Slovinsko                            | 227                                  |                                      |                                      |                                      |                                      |                                      |                                      |                                      |
| 8.                                   | Michaela Tracy                       | Spojené království                   | 190                                  |                                      |                                      |                                      |                                      |                                      |                                      |                                      |
| 9.                                   | Fanny Gibert                         | Francie                              | 187                                  |                                      |                                      |                                      |                                      |                                      |                                      |                                      |
| 10.                                  | Aja Onoe                             | Japonsko                             | 165                                  |                                      |                                      |                                      |                                      |                                      |                                      |                                      |
|                                      |                                      |                                      |                                      |                                      |                                      |                                      |                                      |                                      |                                      |                                      |
| 0.                                   | Veronika Šimková                     | Česko                                | 0                                    | 75.-78. 0                            |                                      |                                      |                                      |                                      |                                      |                                      |
| 0.                                   | Daniela Kotrbová                     | Česko                                | 0                                    | 93.-96. 0                            |                                      |                                      |                                      |                                      |                                      |                                      |
| 0.                                   | Petra Růžičková                      | Česko                                | 0                                    | 93.-96. 0                            |                                      |                                      |                                      |                                      |                                      |                                      |
| 0.                                   |                                      | Česko                                | 0                                    |                                      |                                      |                                      |                                      |                                      |                                      |                                      |
| počet finalistek                     | počet finalistek                     | počet finalistek                     | počet finalistek                     | 6                                    | 6                                    | 6                                    | 6                                    | 6                                    | 6                                    | 6                                    |
| počet semifinalistek                 | počet semifinalistek                 | počet semifinalistek                 | počet semifinalistek                 | 20                                   | 20                                   | 20                                   | 20                                   | 20                                   | 20                                   | 20                                   |
| bodovaných závodnic                  | bodovaných závodnic                  | bodovaných závodnic                  | 78                                   | 30                                   | 30                                   | 30                                   | 30                                   | 30                                   | 30                                   | 30                                   |
| počet závodnic                       | počet závodnic                       | počet závodnic                       | —                                    | 114                                  |                                      |                                      |                                      |                                      |                                      |                                      |

| Výsledky SP 2017 — kombinace | Výsledky SP 2017 — kombinace | Výsledky SP 2017 — kombinace | Výsledky SP 2017 — kombinace |
| Pořadí                       | Jméno                        | Země                         | Body                         |
| ---------------------------- | ---------------------------- | ---------------------------- | ---------------------------- |
| 1.                           | Janja Garnbret               | Slovinsko                    |                              |
| 2.                           | Kim Ča-in                    | Jižní Korea                  |                              |
| 3.                           | Shauna Coxsey                | Spojené království           |                              |
| 4.                           |                              | neznámá vlajka               |                              |
| 5.                           |                              | neznámá vlajka               |                              |
| 6.                           |                              | neznámá vlajka               |                              |
| 7.                           |                              | neznámá vlajka               |                              |
| 8.                           |                              | neznámá vlajka               |                              |
| 9.                           |                              | neznámá vlajka               |                              |
| 10.                          |                              | neznámá vlajka               |                              |
| bodovaných celkem            |                              |                              |                              |

### Pořadí států
| Výsledky SP v lezení na obtížnost 2017 | Výsledky SP v lezení na obtížnost 2017 | Výsledky SP v lezení na obtížnost 2017 |
| Pořadí                                 | Země                                   | Body                                   |
| -------------------------------------- | -------------------------------------- | -------------------------------------- |
| 1.                                     | neznámá vlajka                         |                                        |
| 2.                                     | neznámá vlajka                         |                                        |
| 3.                                     | neznámá vlajka                         |                                        |
| .                                      | Česko                                  |                                        |
| xx bodovaných zemí ze xx zúčastněných  |                                        |                                        |

| Výsledky SP v lezení na rychlost 2017 | Výsledky SP v lezení na rychlost 2017 | Výsledky SP v lezení na rychlost 2017 |
| Pořadí                                | Země                                  | Body                                  |
| ------------------------------------- | ------------------------------------- | ------------------------------------- |
| 1.                                    | neznámá vlajka                        |                                       |
| 2.                                    | neznámá vlajka                        |                                       |
| 3.                                    | neznámá vlajka                        |                                       |
| .                                     | Česko                                 |                                       |
| xx bodovaných zemí ze xx zúčastněných |                                       |                                       |

| Výsledky SP v boulderingu 2017        | Výsledky SP v boulderingu 2017 | Výsledky SP v boulderingu 2017 |
| Pořadí                                | Země                           | Body                           |
| ------------------------------------- | ------------------------------ | ------------------------------ |
| 1.                                    | neznámá vlajka                 |                                |
| 2.                                    | neznámá vlajka                 |                                |
| 3.                                    | neznámá vlajka                 |                                |
| .                                     | Česko                          |                                |
| xx bodovaných zemí ze xx zúčastněných |                                |                                |

### Čeští medailisté v jednotlivých závodech SP 2017
| Datum a Místo  | Disciplína        | Lezec/lezkyně | Zlato | Stříbro          | Bronz |
| -------------- | ----------------- | ------------- | ----- | ---------------- | ----- |
| 26. srpna Arco | obtížnost 4. kolo | Adam Ondra    |       | Stříbrná medaile |       |

### Videozáznamy ze SP 2017
Sportovní kanál IFSC na Youtube; kromě Číny bývají všechny SP vysílány v přímém přenosu a zároveň ukládány jako záznam
| Místo | Pozvánka | Obtížnost | Obtížnost  | Rychlost | Rychlost   | Bouldering | Bouldering | Jiné |
| Místo | Pozvánka | finále    | semifinále | finále   | semifinále | finále     | semifinále | Jiné |
| ----- | -------- | --------- | ---------- | -------- | ---------- | ---------- | ---------- | ---- |
| místo | pozvánka | —         | —          | —        | —          | x          | x          | x    |